# Rassvet (Oriol)
|  | Per a altres significats, vegeu «Rassvet». |

Rassvet (en rus: Рассвет) és un poble (un possiólok) de l'óblast d'Oriol, a Rússia, segons el cens del 2010 tenia 28 habitants, pertany al municipi de Russki Brod.